# Élections constituantes de 1945 dans les Landes
Les élections constituantes françaises de 1945 se déroulent le 21 octobre.

## Mode de scrutin
Les députés sont élus selon le système de représentation proportionnelle suivant la règle de la plus forte moyenne dans le département, sans panachage ni vote préférentiel. Il y a 586 sièges à pourvoir.
Dans le département des Landes, quatre députés sont à élire.

## Élus
Les quatre députés élus sont : 
| Identité               | Parti | Parti |
| ---------------------- | ----- | ----- |
| Charles Lamarque-Cando |       | SFIO  |
| Marcel David           |       | SFIO  |
| Joseph Defos du Rau    |       | MRP   |
| Félix Garcia           |       | PCF   |

## Résultats

### Résultats à l'échelle du département
| Parti          | Parti                                            | Tête de liste          | Résultats | Résultats | Sièges | Sièges |
| Parti          | Parti                                            | Tête de liste          | Voix      | %         |        |        |
| -------------- | ------------------------------------------------ | ---------------------- | --------- | --------- | ------ | ------ |
|                | Section française de l'Internationale ouvrière   | Charles Lamarque-Cando | 59 599    | 48,61     | 2      |        |
|                | Mouvement républicain populaire                  | Joseph Defos du Rau    | 31 642    | 25,81     | 1      |        |
|                | Parti communiste français                        | Félix Garcia           | 20 232    | 16,50     | 1      |        |
|                | Parti républicain, radical et radical-socialiste | Camille Labat          | 11 137    | 9,08      | -      |        |
|                |                                                  |                        |           |           |        |        |
| Inscrits       | Inscrits                                         | Inscrits               | 172 861   | 100,00    | 4      |        |
| Votants        | Votants                                          | Votants                | 126 759   | 73,33     |        |        |
| Blancs et nuls | Blancs et nuls                                   | Blancs et nuls         | 4 149     | 1,27      |        |        |
| Exprimés       | Exprimés                                         | Exprimés               | 122 610   | 96,73     |        |        |